# Pierre Justin Couroux-Desprez
Pierre Justin Marie Couroux-Desprez est un homme politique français né le 7 août 1757 à Donzy (Nièvre) et décédé le 26 mars 1823 à Cosne-sur-Loire (Nièvre).
Homme de loi à Donzy, il est administrateur du district, procureur de la commune de 1792 à 1796. Il est nommé sous-préfet de Cosne-sur-Loire de 1800 à 1811. Il est député de la Nièvre pendant les Cent-Jours, en 1815, puis président du tribunal de première instance de Cosne-sur-Loire, fonction qu'il exerce jusqu'à son décès.

## Sources
- « Pierre Justin Couroux-Desprez », dans Adolphe Robert et Gaston Cougny, Dictionnaire des parlementaires français, Edgar Bourloton, 1889-1891 [détail de l’édition]